# Melissa Bacelar

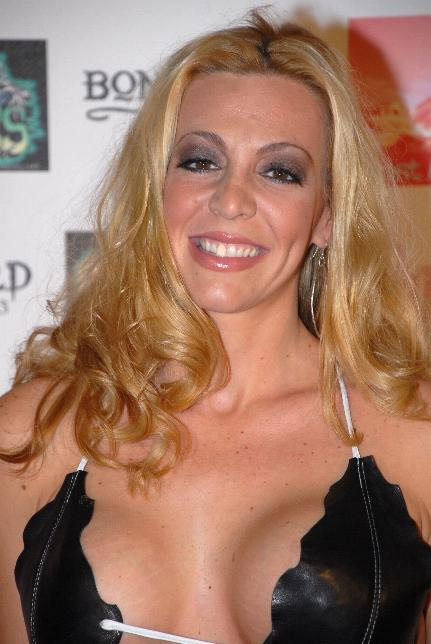
Melissa Bacelar (2008)

Melissa Bacelar (* 11. Mai 1979 in Piscataway, New Jersey) ist eine US-amerikanische Schauspielerin und Unternehmerin kubanischer Abstammung.

## Leben
Melissa Bacelar hatte 1996 ihren ersten Auftritt vor der Kamera. Dabei spielte sie in der Fernsehserie One Life to Live eine Kellnerin bis zum Jahr 2002 in zehn Folgen. In der Horrorkomödie Atomic Hero 4 spielte sie eine Krankenschwester. Im Jahr 2007 spielte sie eine Prostituierte in der Fernsehserie Without a Trace – Spurlos verschwunden. Danach spielte sie an der Seite von Val Kilmer in Columbus Day eine kleinere Rolle und ist neben Tatyana Ali, Tyson Beckford und Erik Palladino als Candy in Hotel California zu sehen. Fortan spielte sie hauptsächlich in Horrorfilmen wie in Pink Eye, Eat Your Heart Out, dem DVD-Spiel Slumber Party Slaughterhouse: The Game und Erection eine Hauptrolle bzw. Nebenrolle. Neben Lloyd Kaufman spielte Bacelar in der Horrorkomödie The Scream mit, wobei sie die Hauptrolle erhielt und Kaufman sich selbst spielte.

## Filmografie (Auswahl)
- 1996–2002: One Life to Live (Fernsehserie, zehn Folgen)
- 2000: Atomic Hero 4 (Citizen Toxie: The Toxic Avenger IV)
- 2007: Without a Trace – Spurlos verschwunden (Without a Trace, Fernsehserie, Folge 5x22 Im Namen der Liebe)
- 2008: Columbus Day – Ein Spiel auf Leben und Tod (Columbus Day)
- 2008: Hotel California
- 2008: Pink Eye
- 2008–2011: Jimmy Kimmel Live! (Fernsehshow, zwei Folgen)
- 2009: Slumber Party Slaughterhouse: The Game
- 2009: Born That Way (Kurzfilm)
- 2009: The Scream